# Chaihuin
Chaihuin är ett samhälle i Chile.   Det ligger i regionen Región de Los Ríos, i den södra delen av landet, 800 km söder om huvudstaden Santiago de Chile. Chaihuin ligger 10 meter över havet och antalet invånare är 300.
Terrängen runt Chaihuin är kuperad. Havet är nära Chaihuin åt nordväst. Runt Chaihuin är det mycket glesbefolkat, med 6 invånare per kvadratkilometer.. Närmaste större samhälle är Corral, 15,0 km nordost om Chaihuin. 
I omgivningarna runt Chaihuin växer i huvudsak blandskog.